# Campionati italiani di triathlon sprint del 2003
I Campionati italiani di triathlon sprint del 2003 sono stati organizzati dalla Federazione Italiana Triathlon e si sono tenuti a Rimini in Emilia-Romagna, in data 27 settembre 2003.
Tra gli uomini ha vinto Emilio D'Aquino ( Carabinieri), mentre la gara femminile è andata a Nadia Cortassa (Silca Ultralite).

## Risultati

### Élite uomini
| Pos. | Atleta               | Società sportiva             | Nuoto    | Bici     | Corsa    | Totale   |
| ---- | -------------------- | ---------------------------- | -------- | -------- | -------- | -------- |
|      | Emilio D'Aquino      | Carabinieri                  | 00:09:32 | 00:30:35 | 00:16:35 | 00:56:42 |
|      | Alessandro Bottoni   | Fiamme Azzurre               | 00:09:44 | 00:00:00 | 00:47:59 | 00:56:52 |
|      | Stefano Belandi      | Fiamme Azzurre               | 00:09:35 | 00:00:01 | 00:47:23 | 00:56:59 |
| 4    | Giorgio Roveda       | DDS                          | 00:09:38 | 00:00:01 | 00:47:28 | 00:57:07 |
| 5    | Gabriele Pertusati   | Silca Ultralite              | 00:09:28 | 00:30:37 | 00:17:09 | 00:57:14 |
| 6    | Manuel Canuto        | T.D. Rimini                  | 00:09:37 | 00:31:29 | 00:16:12 | 00:57:18 |
| 7    | Daniel Hofer         | Läufer Club Bozen            | 00:09:43 | 00:30:25 | 00:17:16 | 00:57:24 |
| 8    | Andrea D'Aquino      | Carabinieri                  | 00:09:52 | 00:31:00 | 00:16:39 | 00:57:31 |
| 9    | Alessandro Degasperi | Dolomitica                   | 00:10:14 | 00:00:00 | 00:48:29 | 00:57:52 |
| 10   | Fabrizio Ferraresi   | Molinari Triathlon Team Como | 00:09:58 | 00:30:53 | 00:17:09 | 00:58:00 |
| 11   | Leonardo Ballerini   | Maranello Triathlon          | 00:09:37 | 00:30:30 | 00:17:55 | 00:58:02 |
| 12   | Claudio Oriana       | Pro Patria Acros             | 00:10:04 | 00:00:00 | 00:47:59 | 00:58:03 |
| 13   | Gianfranco Mione     | Peperoncino Team             | 00:10:06 | 00:00:00 | 00:48:52 | 00:58:07 |
| 14   | Jonathan Ciavattella | G.P. Triathlon               | 00:09:36 | 00:00:01 | 00:48:31 | 00:58:08 |
| 15   | Francesco Sommariva  | Dolomitica                   | 00:09:58 | 00:30:51 | 00:17:19 | 00:58:08 |
| 16   | Ivan Risti           | Triathlon Lecco              | 00:10:10 | 00:00:00 | 00:48:51 | 00:58:10 |
| 17   | Peter Viana          | Valle d'Aosta                | 00:10:15 | 00:30:37 | 00:17:18 | 00:58:10 |
| 18   | Andrea Salzarulo     | DDS                          | 00:10:15 | 00:30:34 | 00:17:25 | 00:58:14 |
| 19   | Dario Galasso        | Peperoncino Team             | 00:09:41 | 00:30:24 | 00:18:14 | 00:58:19 |
| 20   | Danilo Vaccalluzzo   | Siracusa Triathlon           | 00:10:00 | 00:30:50 | 00:18:07 | 00:58:57 |

### Élite donne
| Pos. | Atleta               | Società sportiva           | Nuoto    | Bici     | Corsa    | Totale   |
| ---- | -------------------- | -------------------------- | -------- | -------- | -------- | -------- |
|      | Nadia Cortassa       | Silca Ultralite            | 00:10:40 | 00:34:34 | 00:18:02 | 01:03:16 |
|      | Silvia Gemignani     | DDS                        | 00:10:20 | 00:34:55 | 00:19:11 | 01:04:26 |
|      | Giunia Chenevier     | Valle d'Aosta              | 00:10:40 | 00:34:33 | 00:19:55 | 01:05:08 |
| 4    | Daniela Chmet        | DDS                        | 00:10:50 | 00:35:37 | 00:19:51 | 01:06:18 |
| 5    | Manuela Ianesi       | Läufer Club Bozen          | 00:11:58 | 00:35:16 | 00:19:27 | 01:06:41 |
| 6    | Cristina Giribon     | Fiamme Oro                 | 00:10:59 | 00:00:00 | 00:55:51 | 01:06:50 |
| 7    | Charlotte Bonin      | Valle d'Aosta              | 00:11:32 | 00:35:41 | 00:19:55 | 01:07:08 |
| 8    | Silvia Riccò         | Fiamme Azzurre             | 00:11:57 | 00:35:19 | 00:20:10 | 01:07:26 |
| 9    | Marialuisa Tavernini | CUS Trento CTT             | 00:10:20 | 00:35:58 | 00:21:09 | 01:07:27 |
| 10   | Valentina Filipetto  | Silca Ultralite            | 00:11:07 | 00:00:00 | 00:56:39 | 01:07:46 |
| 11   | Arianna Viglino      | Valle d'Aosta              | 00:11:05 | 00:35:23 | 00:21:26 | 01:07:54 |
| 12   | Sara Desideri        | Minerva Roma               | 00:11:42 | 00:35:32 | 00:20:49 | 01:08:03 |
| 13   | Serena Borsani       | Pro Patria Acros           | 00:11:34 | 00:35:41 | 00:21:06 | 01:08:21 |
| 14   | Clara Maria Cesarini | Golden Four                | 00:12:07 | 00:36:13 | 00:20:12 | 01:08:32 |
| 15   | Adelaide Cappellini  | Fiamme Oro                 | 00:10:48 | 00:36:42 | 00:21:10 | 01:08:40 |
| 16   | Laura Giordano       | Edera Triathlon Forlì      | 00:12:14 | 00:37:59 | 00:18:51 | 01:09:04 |
| 17   | Francesca Zampieri   | Fumane Triathlon           | 00:11:45 | 00:35:40 | 00:21:41 | 01:09:06 |
| 18   | Laura Manzecchi      | Edera Triathlon Forlì      | 00:12:10 | 00:00:00 | 00:57:00 | 01:09:10 |
| 19   | Alice Cabianca       | Bianchi Mes3Sports         | 00:11:11 | 00:36:06 | 00:21:58 | 01:09:15 |
| 20   | Martina Dogana       | Tri. Rari Nantes Marostica | 00:12:11 | 00:36:15 | 00:20:52 | 01:09:18 |